# Erna Maraun

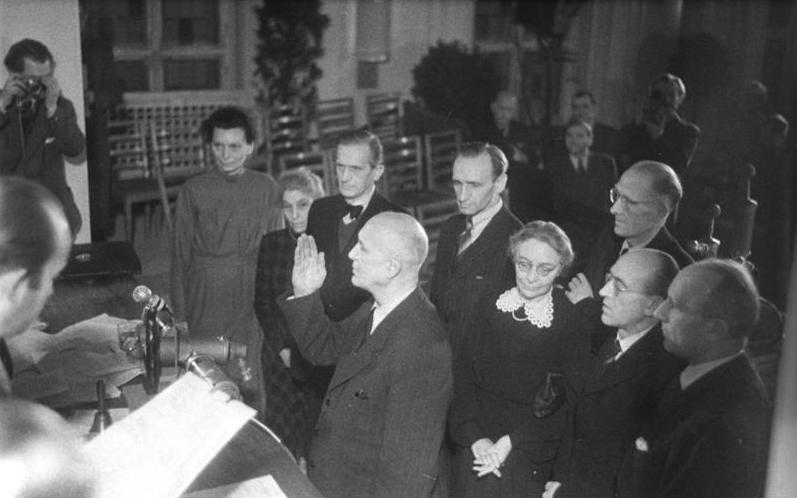
Erna Maraun (links) 1946 bei der Konstituierung der Stadtverordnetenversammlung im Neuen Stadthaus. Weitere hintere Reihe von links: Margarete Ehlert (CDU), Siegfried Nestriepke (SPD), N. N., Heinrich Acker (SED). Vordere Reihe von links: Otto Ostrowski (SPD), Louise Schroeder (SPD), Paul Füllsack (SPD), Ferdinand Friedensburg (CDU).

Erna Charlotte Frieda Maraun (* 6. Oktober 1900 in Schöneberg; † 14. März 1959 in West-Berlin) war eine deutsche Sozialpädagogin und Sozialpolitikerin (SPD).

## Leben
Nach Schulbesuch und Abschluss der Handelsschule legte sie ein Examen als Fürsorgerin ab. Sie arbeitete in ihrem Beruf und ging 1923 für drei Jahre nach Wien. Anschließend war sie bis zu ihrer Entlassung 1933 durch die Nationalsozialisten wieder in Berlin tätig. In der Zeit des Nationalsozialismus engagierte sie sich im Widerstand und arbeitete als Sekretärin.
Nach dem Ende des Zweiten Weltkriegs übernahm sie Funktionen im Schulamt und Jugendamt der Senatsverwaltung. In den Jahren 1946 bis 1948 leitete sie das Hauptjugendamt, zeitweise als Mitglied in den Magistraten Ostrowski, Reuter und Schroeder, und war 1946/47 auch Stadtverordnete. Auf ihre Initiative hin entwickelte 1948 das „Institut für Psychotherapie e. V. Berlin“ einen Lehrgang für Psychagogen, die nach der Ausbildung die erzieherische und heil-/sozialpädagogische Betreuung der verwaisten und vaterlosen Kriegskinder übernehmen sollten. Bereits fünf Jahre später gründete sich eine Vereinigung Berliner Psychagogen, die im regen Kontakt mit Kollegen an anderen westdeutschen Ausbildungsinstitutionen (bspw. in Hannover, Heidelberg und Stuttgart) stand. Durch ihren vielbeachteten Beitrag „Casework und Supervision in der amerikanischen Jugendfürsorge“ wirkte Maraun richtungsweisend für die Entwicklung der Supervision in Deutschland.

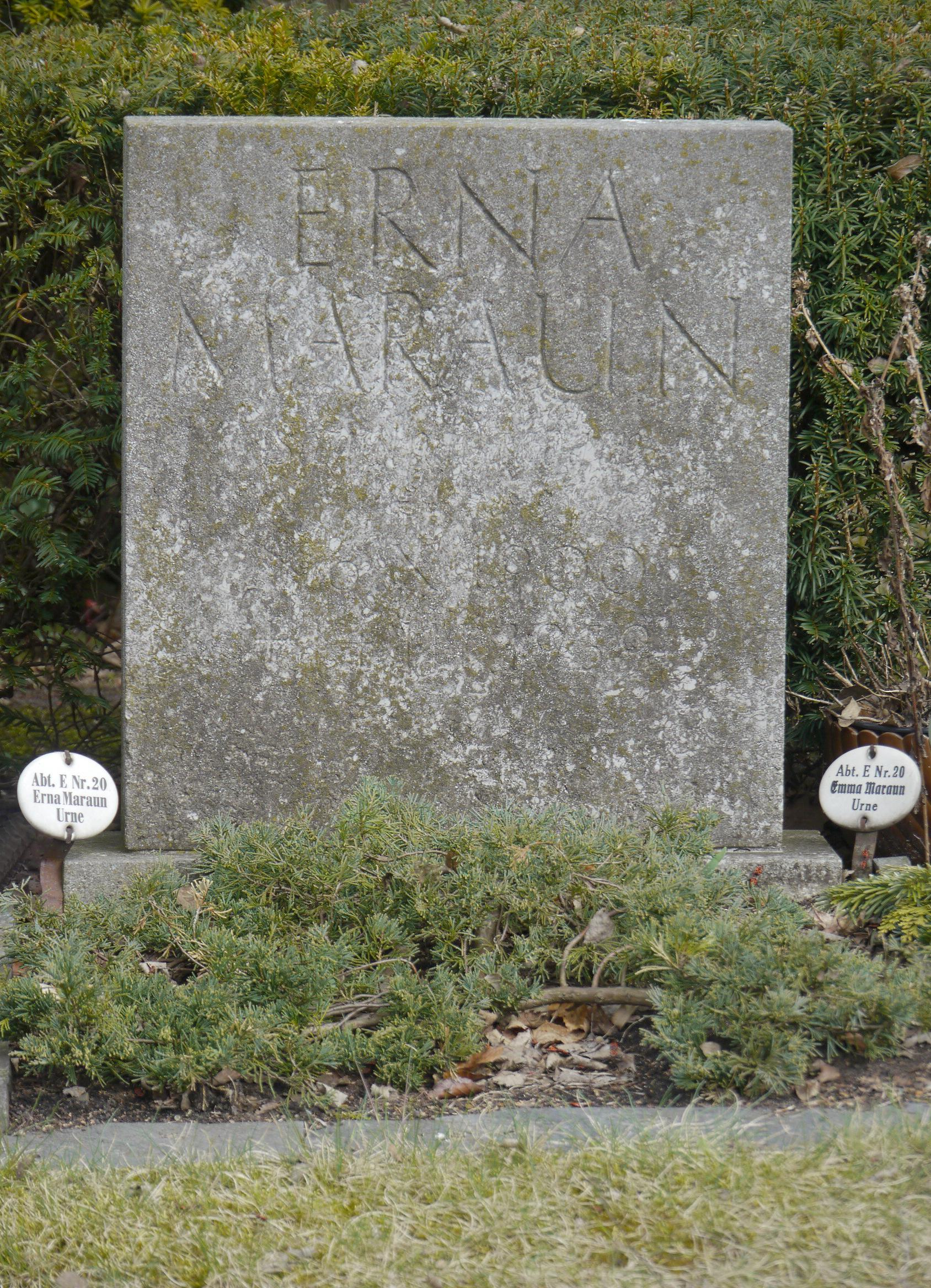
Grab von Erna Maraun auf dem Kreuz-Friedhof in Lankwitz (Abteilung EI-UR 020). Koordinaten des Grabes:

Erna Mauran ist auf dem Kreuz-Friedhof in Berlin-Lankwitz bestattet. Ihr Grab war von 1962 bis 2011 ein Ehrengrab der Stadt Berlin.